# ТЗМ-122
ТЗМ-122 — вспомогательная боевая машина на шасси МТ-ЛБу, предназначенная для хранения и транспортировки боеприпасов. Индекс 122 означает подвоз боеприпасов калибром 122 мм (преимущественно для САУ 2С1).

## Использование
Предназначена для хранения и транспортировки боеприпасов, повышает мобильность и защищённость артиллерийских батарей. Может поставляться с боеукладкой, приспособленной для перевозки боеприпасов калибра 130 или 152 мм.
Отличительными особенностями машины являются повышение маневренности и проходимости транспорта с боеприпасами, обеспечение более тесного взаимодействия с огневыми подразделениями, повышение нормы содержания боеприпасов в батарее в полтора раза (720 выстрелов) по сравнению со стандартным боекомплектом (480 выстрелов), повышение живучести за счет укрытия экипажа и боекомплекта от пуль и осколков и непосредственная перегрузка боеприпасов в укладку 122-мм самоходной гаубицы 2С1.
Изделие отличается улучшенной защитой экипажа и вооружения, мобильностью, маневренностью и отличной проходимостью, а также амфибийными возможностями.

## Тактико-технические характеристики
- Масса, т: 15
- Размеры, мм: 7300 x 2900 x 2570
- Просвет, мм: 400
- Перевозимый комплект: 80 снарядов калибром 122 мм
- Броня: противопульнаяя
- Вооружение: 7,62-мм пулемёт ПКМБ
- Максимальная скорость, км/ч: 60
- Запас хода при движении по шоссе, км: 500
- Запас хода при движении по грунтовой дороге, км: 400
- Вместимость: 2+4